# Rádio Nova Vida
A Rádio Nova Vida é uma emissora brasileira de rádio localizada no município baiano de Brumado, transmitindo em frequência modulada (FM), na faixa 87,9 megahertz.

## História
A emissora foi fundada em 2001 pela Associação religiosa Divina Providência, que inicialmente tinha como objetivo ajudar famílias carentes da região. Daí, surgiu a ideia de fundar a rádio em parceria com a Paróquia Bom Jesus, a fim de também pregar o Evangelho, segundo os católicos associados à rádio. Em 2014, suas instalações foram transferidas para a antiga Igreja Santa Rita, onde foi celebrada missa em homenagem à sua história e à sua reinauguração.
Hoje, a emissora tem uma programação baseada no entretenimento e na evangelização, além de valorizar a cultura local. Em ano de eleições para prefeito, também é realizado o debate com os candidatos da cidade.